# Карлов Петро Олексійович
Петро Олексійович Карлов (нар. 6 липня 1951) — радянський футболіст, який грав на позиції нападника та півзахисника. Найбільш відомий за виступами у складі сімферопольської «Таврії» та ашхабадського «Колхозчі» у першій лізі, зіграв понад 200 матчів у радянській першій лізі. По завершенні ігрової кар'єри — український футбольний тренер.

## Клубна кар'єра
Петро Карлов є вихованцем сімферопольського футболу. Виступи на футбольних полях розпочав у армійській команді СКА з Одеси у 1970 році, спочатку в класі «Б», а наступного року в другій лізі. У 1972 році грав у команді другої ліги «Уралець» з Нижнього Тагіла. Наступного року Карлов отримав запрошення до клубу першої ліги «Будівельник» з Ашхабада, перейменованого пізніше на «Колхозчі». У складі ашхабадської команди грав у першій лізі протягом двох років, у 1974 році за підсумками сезону ашхабадська команда вибула до другої ліги, й Петро Карлов був одним з тих, хто допоміг команді повернутисядо першої ліги за підсумками сезону 1975 року. У 1976 Карлов грав у «Колхозчі» знову в першій лізі. У 1977 році разом з іншими вихованцями кримського футболу Василем Мартиненком, Геннадієм Колосовим, Сергієм Беглєцовим, а також вихованцем казахського футболу Віктором Катковим, Карлов став гравцем клубу першої ліги «Таврія» з Сімферополя. У перший же рік виступів у сімферопольському клубі Петро Карлов разом із командою стає бронзовим призером турніру першої ліги. Проте надалі гра команди погіршилась, і в 1979 році «Таврія» ледь не вибула з першої ліги, а Карлов у кінці сезону перейшов до команди другої ліги «Атлантика» з Севастополя. У 1980 році футболіст став гравцем клубу другої ліги «Факел» з Тюмені. У 1981 році Карлов перейшов до клубу другої ліги «Дніпро» з Могильова, де був одним із найдосвідченіших гравців, старшим навіть за головного тренера Анатолія Байдачного. У 1982 році разом із командою став переможцем зонального турніру в другій лізі, а пізніше в турнірі між переможцями зон другої ліги команда отримала путівку до першої ліги. У 1984 році після річної перерви Карлов провів кілька матчів за друголіговий клуб «Цілинник» з Цілинограда, після чого завершив виступи в командах майстрів.

## Кар'єра тренера
Із 2004 до 2006 року Петро Карлов працював начальником команди «Хімік» з Красноперекопська, а в 2007—2009 роках працював начальником команди «ІгроСервіс» з Сімферополя.

## Досягнення
- Бронзовий призер першої ліги 1977 року.
- Переможець турніру дев'ятої зони другої ліги 1982 року.